# مردی که او را با لقب دزد دریایی می‌نامیدند

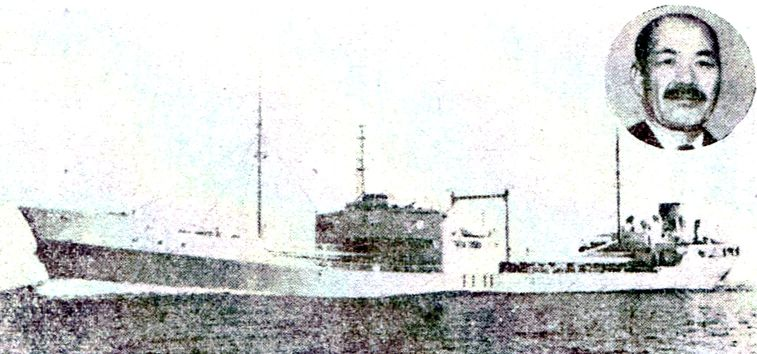
نیشومارو طرح د تاتسو نیتتا

مردی که او را با لقب دزد دریایی می‌نامیدند رمانی است از نائوکی هیاکوتا (Naoki Hyakuta) در مورد ملی شدن صنعت نفت ایران و حادثه نیشومارو است.
این کتاب پرفروش‌ترین کتاب سال ژاپن در سال ۲۰۱۳ شده‌است.
رضا نظرآهاری سفیر ایران در نشستی با نائوکی هیاکوتادیدار و از وی تقدیر کرد.

## افتخارات
- پرفروش‌ترین کتاب سال ژاپن در سال ۲۰۱۳ شده‌است.[۲] در مدت یک سال حدود دو میلیون نسخه از این کتاب به فروش رسیده‌است.[۳]

## موضوع
پس از ملی شدن صنعت نفت در ایران و در زمان اوج کارشکنی‌های دولت انگلیس برای تحریم نفت ایران، شرکت نفتی «ایده میتسو» یکی از نفتکش‌هایش با همین نام (ایده میتسو) را به بندر آبادان فرستاد. این نفتکش ژاپنی مقدار زیادی نفت ایرانی خرید. این اتفاق در حالی رخ داد که انگلستان و آمریکا از پهلو گرفتن کشتی‌های نفتکش خارجی در بندرهای ایران و خرید نفت از ایران جلوگیری می‌کردند. در بهار ۱۳۳۲ نفتکش ایده میتسو با ۲۲ هزار تن بنزین و نفت و گاز ایران، به بندر کاوازاکی در ژاپن بازگشت.

## اظهارنظرها
حبیب احمدزاده در جریان ملاقات با نائوکی هیاکوتا در خصوص نحوه آشنایی‌اش با ماجرای نفتکش (نیومارا) گفت که در سال دوم جنگ ایران و عراق و تخریب دیوار انبار متروکه کتاب‌های راکد باشگاه آنکس آبادان به واسطه انفجار ناگهانی گلوله توپ دشمن در کنار همان اسکله‌ها متوجه چنین ماجرایی شد.
احمدزاده ادامه داد: «پس ازرفع آتش‌سوزی و تورق دوره‌های مجله خواندنی‌ها که توسط مأمورین سانسور پهلوی برای مخفی کردن وقایع دوران قبل از کودتا از چشم خوانندگان از قفسه‌های کتابخانه جمع‌آوری و در این انبار در بسته رها شده بودند به این ماجرای عجیب پی برده‌است.
وی تأکید کرد: این کتاب حتماً باید به فارسی ترجمه و به فیلم تبدیل شود.